# Roth (Rhin-Hunsrück)
Pour les articles homonymes, voir Roth.
Roth est une municipalité du Verbandsgemeinde Kastellaun, dans l'arrondissement de Rhin-Hunsrück, en Rhénanie-Palatinat, dans l'ouest de l'Allemagne.

## Liens externes

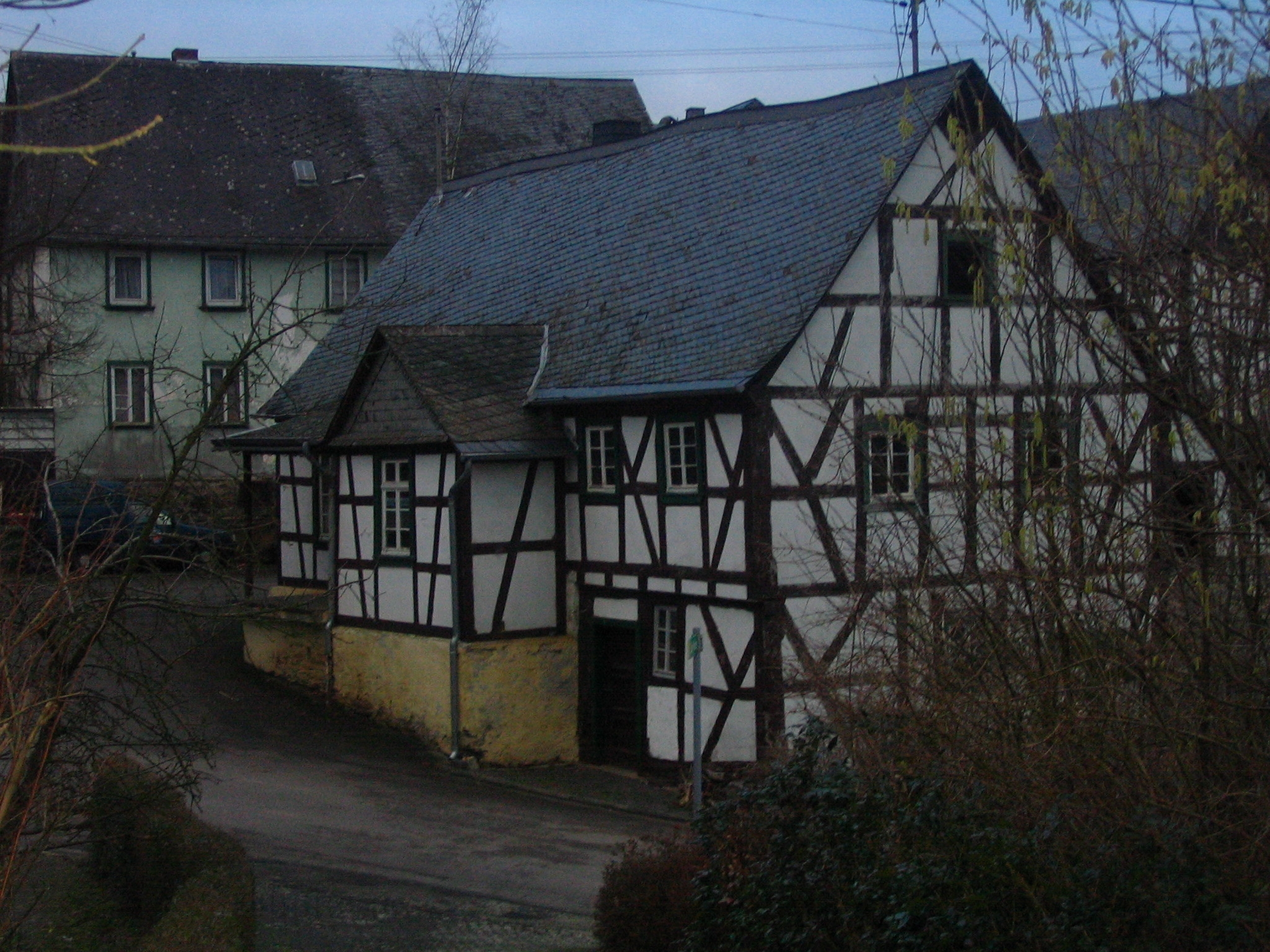
Ancien magasin Raiffeisen